# Kalamozaur
Kalamozaur (Calamosaurus) – teropod z grupy celurozaurów (Coelurosauria) o bliżej niesprecyzowanej pozycji systematycznej.
Żył w okresie wczesnej kredy (ok. 140-125 mln lat temu) na terenach współczesnej Europy. Długość ciała ok. 3,5 m, wysokość ok. 90 cm, masa ok. 150 kg. Jego szczątki znaleziono w Wielkiej Brytanii (na wyspie Wight).
Kalamozaur prawdopodobnie polował na owady i jaszczurki. Nie miał zębów, tylko rogowy dziób.